# Кибела
Кибела, среща се и като Кимема, Диндимена (на гръцки: Κυβέλη; Megále Meter; на латински: Kybele, Cybele; Mater Deum Magna Ideae или Magna Mater) е фригийска богиня, майка на легендарния цар Мидас.

## Характеристика
Почитали я в големи части на Мала Азия (около планината Ида, в Лидия, Витиния, Галатия) както и в Тракия. Кибела е наричана още и Велика майка, Майка на боговете и всичко живо на земята, на възраждащата се природа и на нейното плодородие. Олицетворява силите на природата, покровителка е на планините, горите и зверовете.
Богинята обединява в себе си двата пола, в знак на това нейните жреци – гали, сами се скопявали. Спътници на богинята били корибантите, куретите и дактилите в планината Ида.

## Култът ѝ
Към средата на I хилядолетие пр.н.е., чрез гръцките колонии в Мала Азия, култът към нея проникнал и в Гърция, където богинята се отъждестявала с Рея. Първият храм на Кибела е бил построен от сина ѝ цар Мидас в Песинунт.
Култът на Кибела (Mater Deum Magna Idaea) е въведен в Рим на 4 април 204 пр.н.е., когато „черният камък“ (метеорит), символ на богинята, е преместен от Песинт (Фригия) и е поставен в Палатинския храм. В Рим Кибела се отъждествява с гръцката Рея и богинята на посевите и жътвата Опс. През 191 пр.н.е., в периода на Републиката в нейна чест са въведени празниците мегалезии. Изобразявана е в обкръжение на животни. Нейно свещено дърво е пинията, в която тя превърнала любимия си Атис.

- Кибела с нейните атрибути
- Кибела, римска статуя от 50 г.

## Археологически разкопки
През 2007 г. в Балчик е открит храм на Кибела. Дълбок е 3/4 m и е открит по време на строеж на хотел. В него са открити статуи, розети, мраморни плочи и др.